# یک داستان میلانی
یک داستان میلانی (ایتالیایی: Una storia milanese) یک فیلم درام ایتالیایی است که در سال ۱۹۶۲ منتشر شد. از بازیگران آن می‌توان به رومولو والی، لوچیلا مورلاکی، رجینا بیانکی، و ارمانو اولمی اشاره کرد.